# Lijst van voetbalinterlands Zambia - Zuid-Afrika
Deze lijst van voetbalinterlands is een overzicht van alle officiële voetbalwedstrijden tussen de nationale teams van Zambia en Zuid-Afrika. De Zuidelijk Afrikaanse landen speelden tot op heden 24 keer tegen elkaar. De eerste ontmoeting, een kwalificatiewedstrijd voor de Afrika Cup 1994, vond plaats in Johannesburg op 30 augustus 1992. Het laatste duel, een halve finale van de COSAFA Cup 2023, werd gespeeld op 14 juli 2023 in Durban.

## Wedstrijden
| №  | Plaats         | Datum            | Competitie                                        | Wedstrijd            | Uitslag |
| -- | -------------- | ---------------- | ------------------------------------------------- | -------------------- | ------- |
| 1  | Johannesburg   | 30 augustus 1992 | Afrika Cup 1994 kwalificatie                      | Zuid-Afrika − Zambia | 0 − 1   |
| 2  | Lusaka         | 11 juli 1993     | Afrika Cup 1994 kwalificatie                      | Zambia − Zuid-Afrika | 3 − 0   |
| 3  | Johannesburg   | 10 mei 1994      | Vriendschappelijk                                 | Zuid-Afrika − Zambia | 2 − 1   |
| 4  | Lusaka         | 13 november 1994 | Afrika Cup 1996 kwalificatie                      | Zambia − Zuid-Afrika | 1 − 1   |
| 5  | Pretoria       | 22 november 1995 | Vriendschappelijk                                 | Zuid-Afrika − Zambia | 2 − 2   |
| 6  | Lusaka         | 11 januari 1997  | WK 1998 kwalificatie                              | Zambia − Zuid-Afrika | 0 − 0   |
| 7  | Johannesburg   | 8 juni 1997      | WK 1998 kwalificatie                              | Zuid-Afrika − Zambia | 3 − 0   |
| 8  | Johannesburg   | 20 mei 1998      | Vriendschappelijk                                 | Zuid-Afrika − Zambia | 1 − 1   |
| 9  | Mafikeng       | 13 augustus 2005 | COSAFA Cup 2005                                   | Zuid-Afrika − Zambia | 2 − 2   |
| 10 | Alexandrië     | 30 januari 2006  | Afrika Cup 2006                                   | Zambia − Zuid-Afrika | 1 − 0   |
| 11 | Lusaka         | 8 oktober 2006   | Afrika Cup 2008 kwalificatie                      | Zambia − Zuid-Afrika | 0 − 1   |
| 12 | Kaapstad       | 9 september 2007 | Afrika Cup 2008 kwalificatie                      | Zuid-Afrika − Zambia | 1 − 3   |
| 13 | Bloemfontein   | 24 oktober 2007  | COSAFA Cup 2007                                   | Zuid-Afrika − Zambia | 0 − 0   |
| 14 | Atteridgeville | 27 januari 2009  | Vriendschappelijk                                 | Zuid-Afrika − Zambia | 1 − 0   |
| 15 | Johannesburg   | 14 november 2012 | Vriendschappelijk                                 | Zuid-Afrika − Zambia | 0 − 1   |
| 16 | Ndola          | 17 juli 2013     | COSAFA Cup 2013                                   | Zambia − Zuid-Afrika | 0 − 0   |
| 17 | Johannesburg   | 4 januari 2015   | Vriendschappelijk                                 | Zuid-Afrika − Zambia | 1 − 0   |
| 18 | Saulspoort     | 13 juni 2017     | Vriendschappelijk                                 | Zuid-Afrika − Zambia | 1 − 2   |
| 19 | Oos-Londen     | 12 augustus 2017 | African Championship of Nations 2018 kwalificatie | Zuid-Afrika − Zambia | 2 − 2   |
| 20 | Ndola          | 19 augustus 2017 | African Championship of Nations 2018 kwalificatie | Zambia − Zuid-Afrika | 2 − 0   |
| 21 | Ndola          | 24 maart 2018    | Vriendschappelijk                                 | Zambia − Zuid-Afrika | 0 − 2   |
| 22 | Rustenburg     | 11 oktober 2020  | Vriendschappelijk                                 | Zuid-Afrika − Zambia | 1 − 2   |
| 23 | Port Elizabeth | 14 juli 2021     | COSAFA Cup 2021                                   | Zuid-Afrika − Zambia | 0 − 0   |
| 24 | Durban         | 14 juli 2023     | COSAFA Cup 2023                                   | Zuid-Afrika − Zambia | 1 − 2   |

## Samenvatting
| Competitie                                   | Totaal gespeeld | Winst Zambia | Gelijk | Winst Zuid-Afrika | Doelsaldo Zambia – Zuid-Afrika |
| -------------------------------------------- | --------------- | ------------ | ------ | ----------------- | ------------------------------ |
| WK-kwalificatie                              | 2               | 0            | 1      | 1                 | 0 – 3                          |
| Afrika Cup                                   | 1               | 1            | 0      | 0                 | 1 – 0                          |
| Afrika Cup-kwalificatie                      | 5               | 3            | 1      | 1                 | 8 – 3                          |
| African Championship of Nations-kwalificatie | 2               | 1            | 1      | 0                 | 4 − 2                          |
| COSAFA Cup                                   | 5               | 1            | 4      | 0                 | 4 − 3                          |
| Vriendschappelijk                            | 9               | 3            | 2      | 4                 | 9 – 11                         |
| Totaal                                       | 24              | 9            | 9      | 6                 | 26 – 22                        |

FAZ · 
A-internationals · 
Selecties · 
Statistieken · 
Zambiaans vrouwenelftal · 
Olympisch elftal · 
Zambia U21 · 
Zambia U20 · 
Zambia U18 · 
Zambia U17
1964 – 1979 ·
1980 – 1989 ·
1990 – 1999 ·
2000 – 2009 ·
2010 – 2019 ·
2020 − 2029
1964 ·
1965 ·
1966 ·
1967 ·
1968 ·
1969 ·
1970 ·
1971 ·
1972 ·
1973 ·
1974 ·
1975 ·
1976 ·
1977 ·
1978 ·
1979 ·
1980 ·
1981 ·
1982 ·
1983 ·
1984 ·
1985 ·
1986 ·
1987 ·
1988 ·
1989 ·
1990 ·
1991 ·
1992 ·
1993 ·
1994 ·
1995 ·
1996 ·
1997 ·
1998 ·
1999 ·
2000 ·
2001 ·
2002 ·
2003 ·
2004 ·
2005 ·
2006 ·
2007 ·
2008 ·
2009 ·
2010 ·
2011 ·
2012 ·
2013 ·
2014 ·
2015 ·
2016 ·
2017 ·
2018 ·
2019 ·
2020 ·
2021 ·
2022
Algerije · 
Angola ·
België ·
Benin ·
Botswana ·
Brazilië ·
Burkina Faso ·
Burundi ·
Chili ·
China ·
Comoren ·
Congo-Brazzaville ·
Congo-Kinshasa ·
Djibouti ·
Ecuador ·
Egypte ·
Equatoriaal-Guinea ·
Ethiopië ·
Gabon ·
Gambia ·
Ghana ·
Guinee ·
Guinee-Bissau ·
Honduras ·
India ·
Irak ·
Iran ·
Israël ·
Ivoorkust ·
Jamaica ·
Japan ·
Jemen ·
Jordanië ·
Kaapverdië ·
Kameroen ·
Kenia ·
Koeweit ·
Lesotho ·
Liberia ·
Libië ·
Madagaskar ·
Malawi ·
Mali ·
Marokko ·
Mauritanië ·
Mauritius ·
Mozambique ·
Namibië ·
Niger ·
Nigeria ·
Noord-Korea ·
Oeganda ·
Oman ·
Rwanda ·
Saoedi-Arabië ·
Senegal ·
Seychellen ·
Sierra Leone ·
Soedan ·
Somalië ·
Swaziland ·
Tanzania ·
Togo ·
Tsjaad ·
Tunesië ·
Zimbabwe ·
Zuid-Afrika ·
Zuid-Korea
Ivoorkust (2012)
SAFA · A-internationals · Bondscoaches · Selecties · Statistieken · Zuid-Afrikaans vrouwenelftal · Olympisch elftal · Zuid-Afrika U21 · Zuid-Afrika U19 · Zuid-Afrika U17
1906 – 1919 ·
1920 – 1929 ·
1930 – 1939 ·
1940 – 1949 · 
1950 – 1959 · 
1960 – 1969 · 
1970 – 1979 · 
1980 – 1989 · 
1990 – 1999 · 
2000 – 2009 · 
2010 – 2019 ·
2020 − 2029
AC 1996 · 
AC 1998 · 
AC 2000 · 
AC 2002 · 
AC 2004 · 
AC 2006 · 
AC 2008 · 
AC 2013
WK 1998 · 
WK 2002 · 
WK 2010
OS 2000 ·
OS 2016 ·
OS 2020
1947 · 
1948–1949 · 
1950 · 
1951-1952 ·
1953 · 
1954 · 
1955 · 
1956–1991 · 
1992 · 
1993 · 
1994 · 
1995 · 
1996 · 
1997 · 
1998 · 
1999 · 
2000 · 
2001 · 
2002 · 
2003 · 
2004 · 
2005 · 
2006 · 
2007 · 
2008 · 
2009 · 
2010 · 
2011 · 
2012 · 
2013 · 
2014 · 
2015 · 
2016 ·
2017 ·
2018 ·
2019 ·
2020 ·
2021 ·
2022 ·
2023 ·
2024
Algerije ·
Andorra ·
Angola ·
Argentinië ·
Australië ·
Benin ·
Bolivia ·
Botswana ·
Brazilië ·
Bulgarije ·
Burkina Faso ·
Burundi ·
Canada ·
Centraal-Afrikaanse Republiek ·
Chili ·
Colombia ·
Comoren ·
Congo-Brazzaville ·
Congo-Kinshasa ·
Costa Rica ·
Denemarken ·
Duitsland ·
Ecuador ·
Egypte ·
Engeland ·
Equatoriaal-Guinea ·
Ethiopië ·
Frankrijk ·
Gabon ·
Gambia ·
Georgië ·
Ghana ·
Guatemala ·
Guinee ·
Guinee-Bissau ·
Honduras ·
Ierland ·
IJsland ·
Irak ·
Israël ·
Italië ·
Ivoorkust ·
Jamaica ·
Japan ·
Kaapverdië ·
Kameroen ·
Kenia ·
Lesotho ·
Liberia ·
Libië ·
Madagaskar ·
Malawi ·
Mali ·
Malta ·
Marokko ·
Mauritanië ·
Mauritius ·
Mexico ·
Mozambique ·
Namibië ·
Nederland ·
Nieuw-Zeeland ·
Niger ·
Nigeria ·
Noord-Korea ·
Noorwegen ·
Oeganda ·
Panama ·
Paraguay ·
Polen ·
Portugal ·
Rwanda ·
Saoedi-Arabië ·
Sao Tomé en Principe ·
Schotland ·
Senegal ·
Servië ·
Seychellen ·
Sierra Leone ·
Slovenië ·
Soedan ·
Spanje ·
Swaziland ·
Tanzania ·
Thailand ·
Trinidad en Tobago ·
Tsjaad ·
Tsjechië ·
Tunesië ·
Turkije ·
Uruguay ·
Verenigde Arabische Emiraten ·
Verenigde Staten ·
Zambia ·
Zimbabwe ·
Zuid-Soedan ·
Zweden
Frankrijk (2010) ·
Mexico (2010) ·
Paraguay (2002) · 
Slovenië (2002) · 
Spanje (2002) · 
Uruguay (2010)